# Крегниш
Крегниш (англ. Cregneash, мэн. Creneash) – небольшая традиционная деревня на острове Мэн, расположенная рядом с городами Порт-Ирин. 
Деревня Крегниш было одним из последних мест на острове, где говорили на мэнском языке. Здесь дольше других мест сохранялся традиционный жизненный уклад. В 1938 году один из старых коттеджей, Harry Kelly’s cottage, стал действовать как музей. Позднее Мэнское национальное наследие выкупило большую часть деревни, которая, таким образом, превратилась в музей под открытым небом. Крэгниш функционирует как «живой музей» где проводятся демонстрации (реконструкции) традиционных ремесел. Сейчас здесь открыто для посещения несколько старых коттеджей и ферм, в их числе – коттедж Эдварда Фарагера (1831-1908), мэнского поэта и фольклориста, писавшего на мэнском языке, как на родном. Фрагер был уроженцем деревни и прожил здесь большую часть жизни.
Помимо музейных, в Крегнише до сих пор есть дома, использующиеся, как жилые. Рядом с деревней находится холм Малл-Хилл, на вершине которого расположен доисторический кромлех (каменный круг).

## Галерея

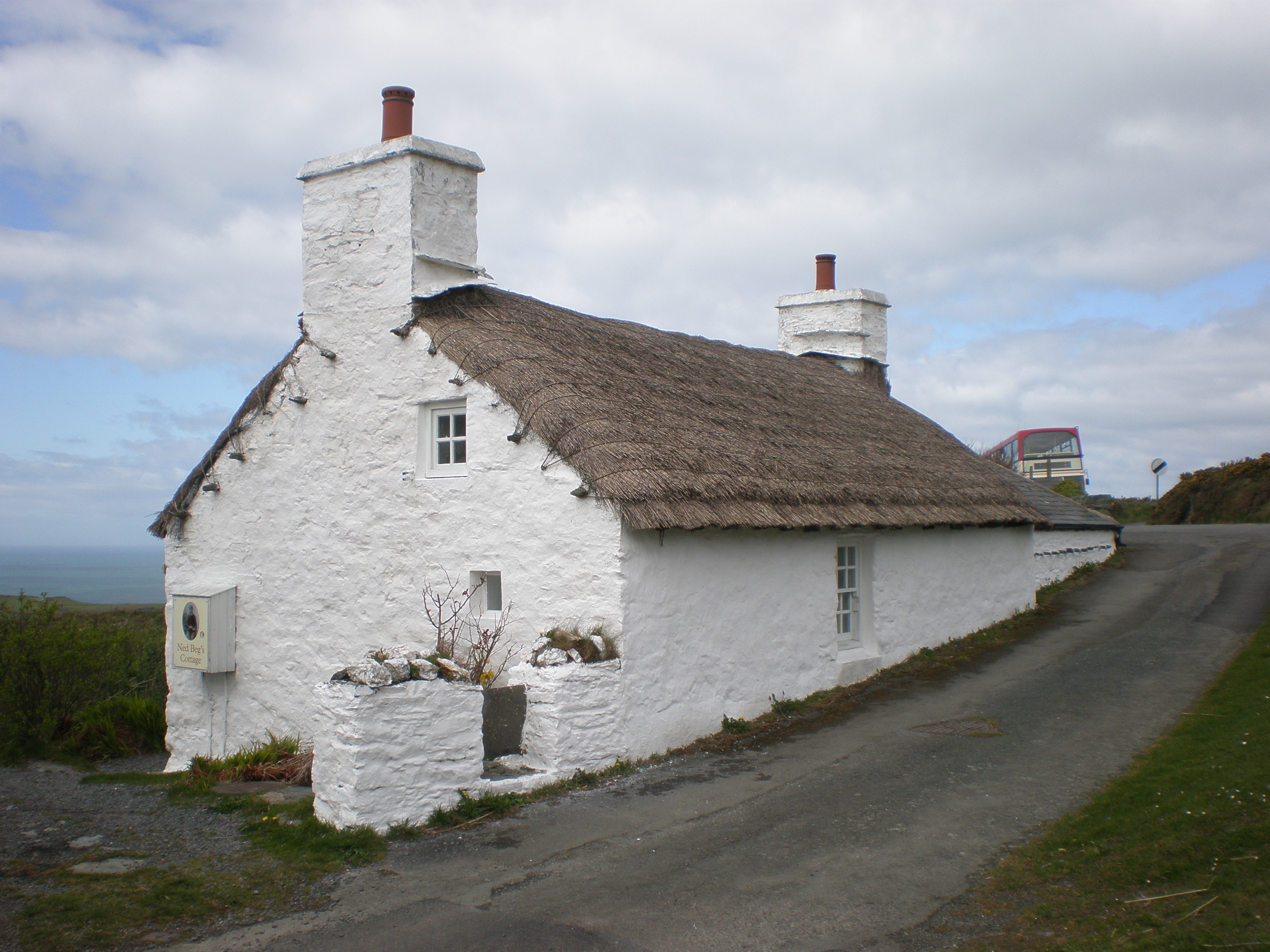
Коттедж Эдварда Фарагера
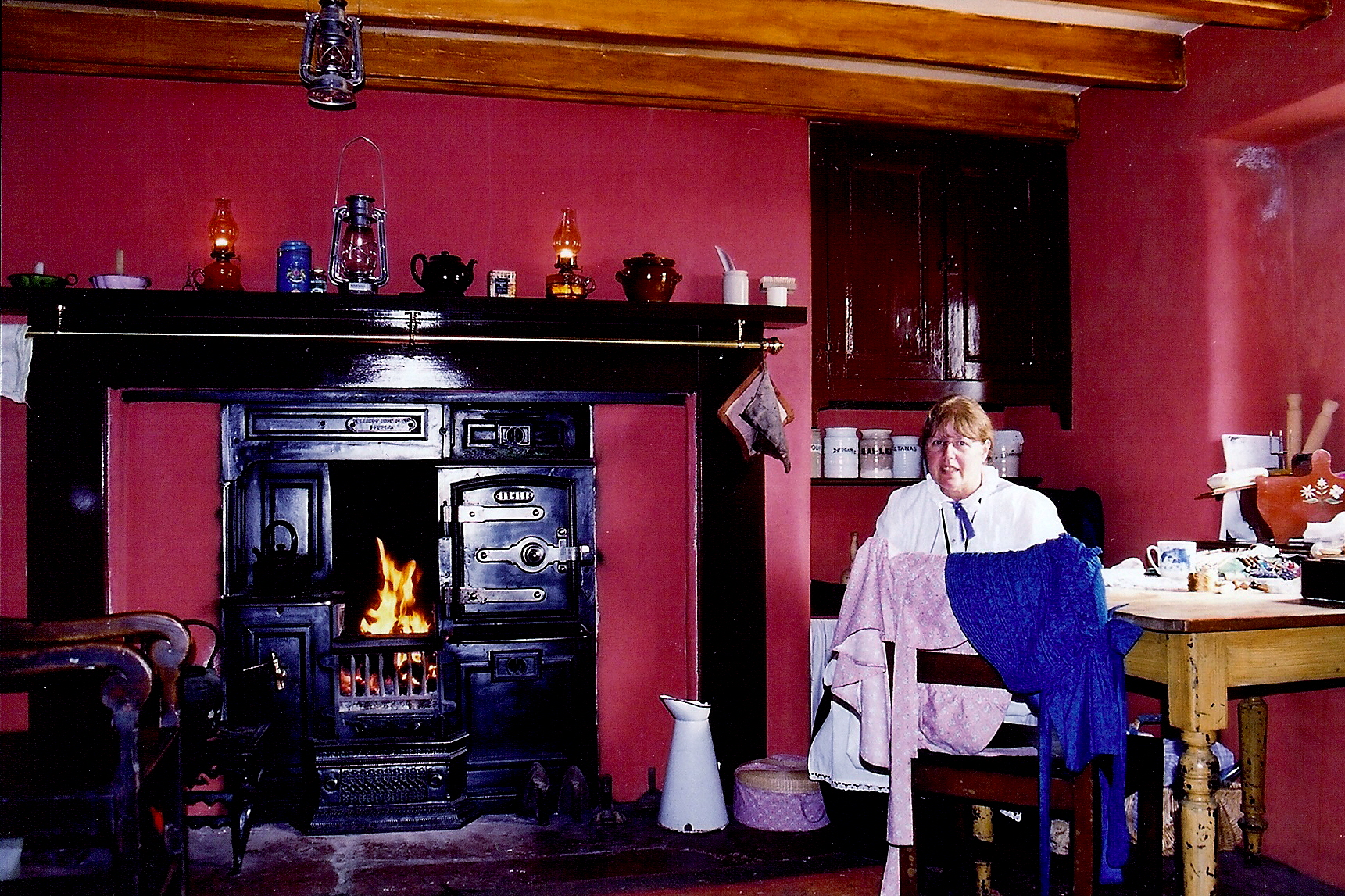
Интерьер одного из музейных коттеджей
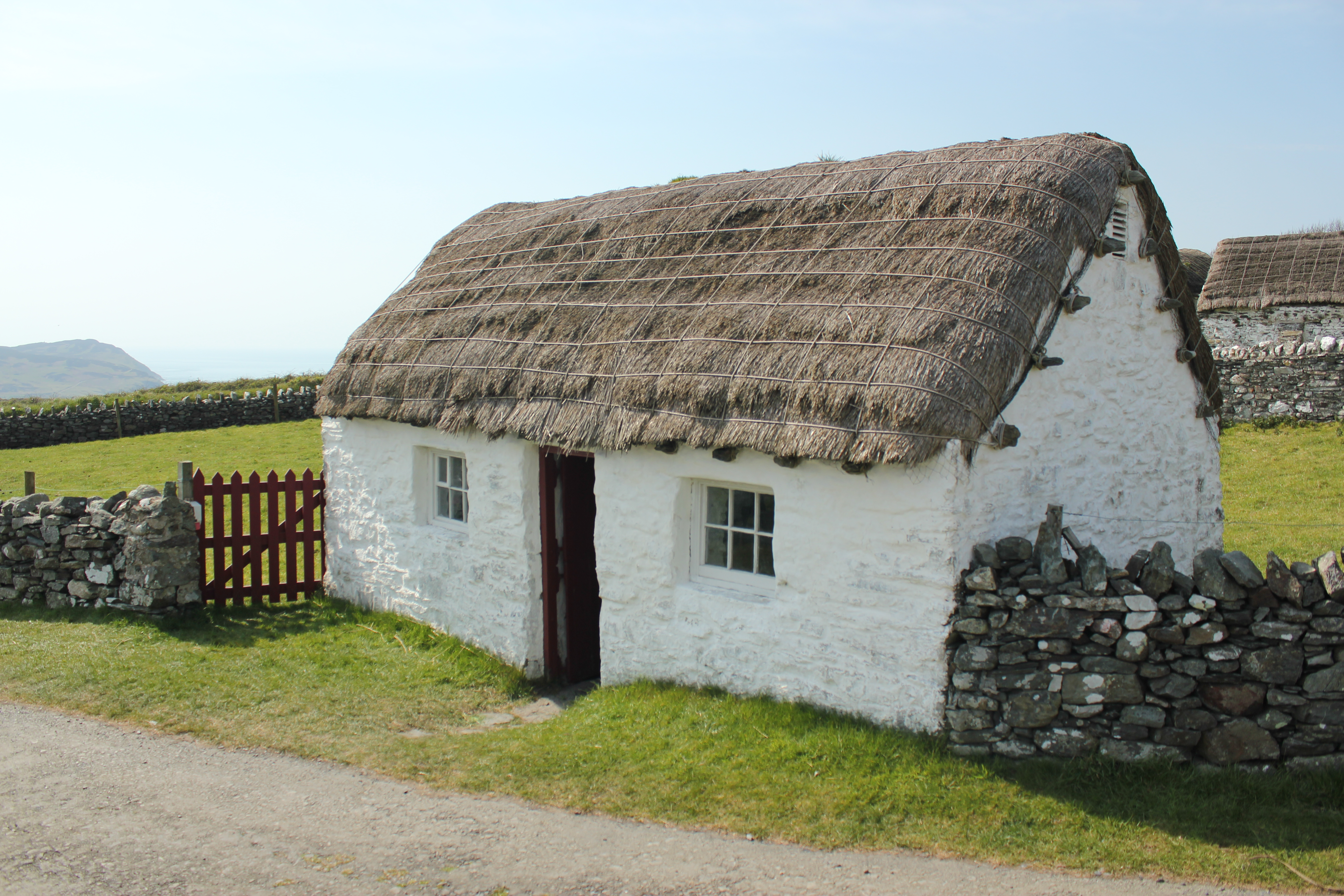
Один из коттеджей в деревне